# Heliconius cythera
Heliconius cythera är en fjärilsart som beskrevs av William Chapman Hewitson 1869. Heliconius cythera ingår i släktet Heliconius och familjen praktfjärilar. Inga underarter finns listade i Catalogue of Life.